# Raskó Géza
Raskó Géza, Raskó Géza István, külföldön: Geoffrey Stephen Roscoe (Pest, 1870. október 3. – Birmingham, Alabama, 1950. február 18.) magyar színész, énekes (bariton).

## Életútja
Raskó János és Themleitner Ottilia fia. A Zeneakadémia operai tanfolyamát és Rákosi Szidi színiiskoláját látogatta, majd 1891 novemberében Rakodczay Pálnál kezdte pályáját. 1892-ben Kassán játszott, 1893. február 13-án mint szerződött tag fellépett a Népszínházban a Comevillei harangok Márki szerepében. 1894 szeptemberében egy évre Krecsányi Ignác társulatának tagja lett Temesvárott, majd 1896. április 6-án visszaszerződött a Népszínházhoz, ahol a Vereshajuban mint Ferkó lépett fel először. Csakhamar a Görög rabszolga és más operettek főszerepeit énekelte. 1908. február 28-án a Király Színház meghívását fogadta el és közben többször vendégszerepelt Balla Kálmán pozsonyi színtársulatánál. 1933-ig volt szerződése a Magyar és a Király Színháznál.
Napra pontosan egy évvel a második világháború kitörése előtt, 1938. szeptember 1-jén Raskó Géza és felesége a Keleti pályaudvaron vonatra szálltak, hogy aztán néhány nappal később a brémai kikötőből az S.S. Europa nevű hajóval az Egyesült Államokba utazzanak és kivándoroljanak a fiaik után Amerikába. 1950. február 18-án Raskó Géza meghalt az alabamai Birminghamben (az Elmwood Cemetery-ben temették el). Nyolcvanéves korában érte a halál, messze attól az országtól, ahol egykor ünnepelt színész volt. 

### Magánélete
Felesége Eötvös Stefánia színésznő, aki 1880. február 28-án született. 1898-ban végezte a Színészakadémiát és ugyanezen év februárjában a Népszínház tagja lett, ahol október 16-án kezdte meg működését. Esküvőjük 1900. június 30-án volt Budapesten. Hét évvel élte túl férjét, 1957. április 30-án halt meg, szintén az alabamai Birminghamben.

## Fontosabb szerepei
- Pierre (Louis Varney: A kék asszony)
- Casanova (Barna Izsó–Faragó Jenő: Casanova)
- Rasumovsky (Kálmán Imre: Cirkuszhercegnő)